# Coppa CEV 2001-2002 (femminile)
La Coppa CEV di pallavolo femminile 2001-2002 è stata la 22ª edizione del terzo torneo pallavolistico europeo per squadre di club; iniziata con la fase preliminare il 3 novembre 2001, si è conclusa con la final-four di Schio, in Italia, il 3 marzo 2002. Al torneo hanno partecipato 56 squadre e la vittoria finale è andata per la seconda volta al Volley Modena.

## Squadre partecipanti
| - İller Bankası - Panathīnaïkos - Ávila - Știința Bacău - Balakovskaja AĖS - Atlant Baranoviči - Poštar - Radnički Belgrado - Benidorm - Dinamo Bucarest - Dauphines Charleroi - Teuta - Anorthōsīs - Famalicense | - Sparkasse Feldkirch - Galatasaray - Glaronia - CDU Granada - Ti-Volley Innsbruck - DJK Karbach - Katrineholms VK - Klagenfurt - Klepp VBK - La Rochette - Longa'59 - AEL Limassol - Apollōn Limassol - Stinol | - Madeira - Mamer - Modena - Münster - Intercollege Nicosia - DHG Odense - Maccabi Ra'anana - Olimpia Ravenna - Aurora Riga - Rijeka - Filathlītikos Salonicco - Dobrinja - Kanti - Sliedrecht | - Levski Sofia - Stella Rossa - Halyčanka - Volejbol Tirana - Datovoc Tongeren - Jelovica Tuzla - SKRA Varsavia - Vicenza - Vukovar - Weert - RSR Walfer - Yeşilyurt - Villebon - HAOK Mladost |

## Primo turno

### Squadre qualificate
- Mamer
- DHG Odense
- Aurora Riga
- Kanti
- Levski Sofia

## Secondo turno

### Squadre qualificate
| - Panathīnaïkos - Știința Bacău - Balakovskaja AĖS - Atlant Baranoviči - CDU Granada - La Rochette | - Stinol - Filathlītikos Salonicco - Sliedrecht - Levski Sofia - SKRA Varsavia - Villebon |

## Ottavi di finale

### Squadre qualificate
- Balakovskaja AĖS
- La Rochette
- Stinol
- Modena
- Olimpia Ravenna
- Filathlītikos Salonicco
- SKRA Varsavia
- Vicenza

## Quarti di finale

### Squadre qualificate
| - Balakovskaja AĖS - Modena - Olimpia Ravenna - Vicenza |

## Final-four
La final four si è disputata a Perugia ( Italia) al PalaEvangelisti. Le semifinali si sono giocate il 2 marzo mentre le finali per il terzo e il primo posto il 3 marzo.

### Finali 1º - 3º posto
|  | Semifinali       | Semifinali       | Semifinali      |                 |        | Finale 1º/2º posto | Finale 1º/2º posto | Finale 1º/2º posto |  |
|  |                  |                  |                 |                 |        |                    |                    |                    |  |
|  | Modena           | Modena           | 3               |                 |        |                    |                    |                    |  |
|  | Modena           | Modena           | 3               |                 |        |                    |                    |                    |  |
|  | Balakovskaja AĖS | Balakovskaja AĖS | 0               |                 |        |                    |                    |                    |  |
|  | Balakovskaja AĖS | Balakovskaja AĖS | 0               |                 | Modena | Modena             | 3                  |                    |  |
|  |                  |                  |                 |                 | Modena | Modena             | 3                  |                    |  |
|  |                  |                  | Olimpia Ravenna | Olimpia Ravenna | 1      |                    |                    |                    |  |
|  | Olimpia Ravenna  | Olimpia Ravenna  | Olimpia Ravenna | Olimpia Ravenna | 1      | 3                  |                    |                    |  |
|  | Olimpia Ravenna  | Olimpia Ravenna  |                 |                 |        | 3                  |                    |                    |  |
|  | Vicenza          | Vicenza          | 0               |                 |        | Finale 3º/4º posto | Finale 3º/4º posto | Finale 3º/4º posto |  |
|  | Vicenza          | Vicenza          | 0               |                 |        |                    |                    |                    |  |
|  |                  |                  |                 |                 |        |                    |                    |                    |  |
|  |                  |                  |                 |                 |        | Balakovskaja AĖS   | Balakovskaja AĖS   | 3                  |  |
|  |                  |                  |                 |                 |        | Balakovskaja AĖS   | Balakovskaja AĖS   | 3                  |  |
|  |                  |                  |                 |                 |        | Vicenza            | Vicenza            | 1                  |  |